# Општина Буенависта (Мичоакан)
Буенависта (шп. Buenavista) општина је у Мексику у савезној држави Мичоакан. Општина се налази на надморској висини од 452 м.

## Становништво
Према подацима из 2010. у општини је живело 42234 становника.

### Хронологија
| Година       | 2000                  | 2005                  | 2010                  |
| ------------ | --------------------- | --------------------- | --------------------- |
| Становништво | 38188 (18687 / 19501) | 38036 (18691 / 19345) | 42234 (21308 / 20926) |

### Попис
| \| \| м \| \| \| ж \| \| 0—2 \| 1.519 \| \| \| 1.302 \| \| 3—5 \| 1.365 \| \| \| 1.337 \| \| 6—11 \| 2.767 \| \| \| 2.687 \| \| 12—14 \| 1.387 \| \| \| 1.350 \| \| 15—17 \| 1.407 \| \| \| 1.339 \| \| 18—24 \| 2.659 \| \| \| 2.880 \| \| 60+ \| 1.915 \| \| \| 1.781 \| \| Просек : \| 27,7 \| \| \| 27,8 \| |       |  |  |       |
| |       |  |  |       |
| | м     |  |  | ж     |
| 0—2 | 1.519 |  |  | 1.302 |
| 3—5 | 1.365 |  |  | 1.337 |
| 6—11 | 2.767 |  |  | 2.687 |
| 12—14 | 1.387 |  |  | 1.350 |
| 15—17 | 1.407 |  |  | 1.339 |
| 18—24 | 2.659 |  |  | 2.880 |
| 60+ | 1.915 |  |  | 1.781 |
| Просек : | 27,7  |  |  | 27,8  |

| #   | Индикатор                                                                                        | Вредност |
| --- | ------------------------------------------------------------------------------------------------ | -------- |
| 1   | Становништво од 0 до 2 године                                                                    | 2821     |
| 2   | Мушко становништво од 0 до 2 године                                                              | 1519     |
| 3   | Женско становништво од 0 до 2 године                                                             | 1302     |
| 4   | Становништво са 3 и више година                                                                  | 39388    |
| 5   | Мушко становништво са 3 и више година                                                            | 19775    |
| 6   | Женско становништво са 3 и више година                                                           | 19613    |
| 7   | Становништво са 5 и више година                                                                  | 37557    |
| 8   | Мушко становништво са 5 и више година                                                            | 18862    |
| 9   | Женско становништво са 5 и више година                                                           | 18695    |
| 10  | Становништво са 12 и више година                                                                 | 31232    |
| 11  | Мушко становништво са 12 и више година                                                           | 15643    |
| 12  | Женско становништво са 12 и више година                                                          | 15589    |
| 13  | Становништво са 15 и више година                                                                 | 28495    |
| 14  | Мушко становништво са 15 и више година                                                           | 14256    |
| 15  | Женско становништво са 15 и више година                                                          | 14239    |
| 16  | Становништво са 18 и више година                                                                 | 25749    |
| 17  | Мушко становништво са 18 и више година                                                           | 12849    |
| 18  | Женско становништво са 18 и више година                                                          | 12900    |
| 19  | Становништво од 3 до 5 година                                                                    | 2702     |
| 20  | Мушко становништво од 3 до 5 година                                                              | 1365     |
| 21  | Женско становништво од 3 до 5 година                                                             | 1337     |
| 22  | Становништво од 6 до 11 година                                                                   | 5454     |
| 23  | Мушко становништво од 6 до 11 година                                                             | 2767     |
| 24  | Женско становништво од 6 до 11 година                                                            | 2687     |
| 25  | Становништво од 8 до 14 година                                                                   | 6411     |
| 26  | Мушко становништво од 8 до 14 година                                                             | 3249     |
| 27  | Женско становништво од 8 до 14 година                                                            | 3162     |
| 28  | Становништво од 12 до 14 година                                                                  | 2737     |
| 29  | Мушко становништво од 12 до 14 година                                                            | 1387     |
| 30  | Женско становништво од 12 до 14 година                                                           | 1350     |
| 31  | Становништво од 15 до 17 година                                                                  | 2746     |
| 32  | Мушко становништво од 15 до 17 година                                                            | 1407     |
| 33  | Женско становништво од 15 до 17 година                                                           | 1339     |
| 34  | Становништво од 18 до 24 године                                                                  | 5539     |
| 35  | Мушко становништво од 18 до 24 године                                                            | 2659     |
| 36  | Женско становништво од 18 до 24 године                                                           | 2880     |
| 37  | Женско становништво од 15 до 49 година                                                           | 10853    |
| 38  | Становништво са 60 и више година                                                                 | 3696     |
| 39  | Мушко становништво са 60 и више година                                                           | 1915     |
| 40  | Женско становништво са 60 и више година                                                          | 1781     |
| 41  | Однос између мушкараца и жена                                                                    | 101.83   |
| 42  | Становништво од нуле до 14 година                                                                | 13714    |
| 43  | Становништво од 15 до 64 године                                                                  | 25878    |
| 44  | Становништво од 65 година и више                                                                 | 2617     |
| 45  | Просечан број деце                                                                               | 2.92     |
| 46  | Становништво рођено у ентитету                                                                   | 38136    |
| 47  | Мушко становништво рођено у ентитету                                                             | 19194    |
| 48  | Женско становништво рођено у ентитету                                                            | 18942    |
| 49  | Становништво рођено у другом ентитету                                                            | 2808     |
| 50  | Мушко становништво рођено у другом ентитету                                                      | 1457     |
| 51  | Женско становништво рођено у другом ентитету                                                     | 1351     |
| 52  | Становништво од 5 година и више резидентно у ентитету у јуну 2005. године                        | 35240    |
| 53  | Мушко становништво старосног доба од 5 година и више, резидентно у ентитету у јуну 2005. године  | 17486    |
| 54  | Женско становништво старосног доба од 5 и више година, резидентно у ентитету у јуну 2005. године | 17754    |
| 55  | Становништво од 5 година и више које је живело у другом ентитету у јуну 2005. године             | 728      |
| 56  | Мушко становништво старије од 5 година које је живело у другом ентитету у јуну 2005. године      | 377      |
| 57  | Женско становништво старије од 5 година које је живело у другом ентитету у јуну 2005. године     | 351      |
| 58  | Становништво од 3 године и више које говори аутохтони језик                                      | 198      |
| 59  | Мушко становништво старо 3 године и више које говори аутохтони језик                             | 106      |
| 60  | Женско становништво старо 3 године и више које говори аутохтони језик                            | 92       |
| 61  | Становништво од 3 године и више које говори аутохтони језик и не говори шпански језик            | 29       |
| 62  | Мушко становништво старо 3 године и више које говори аутохтони језик и не говори шпански         | 11       |
| 63  | Женско становништво старо 3 године и више које говори аутохтони језик и не говори шпански језик  | 18       |
| 64  | Становништво старо 3 године и више које говори аутохтони језик и шпански                         | 112      |
| 65  | Мушко становништво старо 3 године и више које говори аутохтони језик и шпански                   | 61       |
| 66  | Женско становништво старо 3 године и више које говори аутохтони језик и шпански                  | 51       |
| 67  | Становништво од 5 година и више које говори аутохтони језик                                      | 188      |
| 68  | Становништво од 5 година и више које говори аутохтони језик и не говори шпански језик            | 23       |
| 69  | Становништво од 5 година и више које говори аутохтони језик и говори шпански језик               | 110      |
| 70  | Становништво у домородачким домаћинствима                                                        | 426      |
| 71  | Становништво са ограничењима у активностима                                                      | 1723     |
| 72  | Становништво са ограниченим ходањем или кретањем, горе или доле                                  | 1027     |
| 73  | Становници са ограничењима вида, чак и уз кориштење сочива                                       | 332      |
| 74  | Становништво са ограничењима говора, комуникације или конверзације                               | 170      |
| 75  | Становништво са ограниченим слухом                                                               | 159      |
| 76  | Становништво са ограничењима при одевању, купању или јелу                                        | 79       |
| 77  | Становништво са ограничењима у опажању или учењу једноставних ствари                             | 68       |
| 78  | Становништво са менталним ограничењима                                                           | 178      |
| 79  | Становништво без ограничења активности                                                           | 40232    |
| 80  | Становништво од 3 до 5 година које не похађа школу                                               | 1538     |
| 81  | Мушко становништво од 3 до 5 година које не похађа школу                                         | 789      |
| 82  | Женско становништво од 3 до 5 година које не похађа школу                                        | 749      |
| 83  | Становништво од 6 до 11 година које не похађа школу                                              | 425      |
| 84  | Мушко становништво од 6 до 11 година које не похађа школу                                        | 240      |
| 85  | Женско становништво од 6 до 11 година које не похађа школу                                       | 185      |
| 86  | Становништво од 12 до 14 година које не похађа школу                                             | 704      |
| 87  | Мушко становништво од 12 до 14 година које не похађа школу                                       | 398      |
| 88  | Женско становништво од 12 до 14 година које не похађа школу                                      | 306      |
| 89  | Становништво од 15 до 17 година похађа школу                                                     | 1031     |
| 90  | Мушко становништво од 15 до 17 година похађа школу                                               | 486      |
| 91  | Женско становништво између 15 и 17 година живота у школи                                         | 545      |
| 92  | Становништво од 18 до 24 године похађа школу                                                     | 519      |
| 93  | Мушко становништво од 18 до 24 године похађа школу                                               | 227      |
| 94  | Женско становништво од 18 до 24 године похађа школу                                              | 292      |
| 95  | Становништво од 8 до 14 година које не може да чита и пише                                       | 497      |
| 96  | Мушко становништво старосног доба од 8 до 14 година које не може да чита и пише                  | 303      |
| 97  | Женско становништво старосног доби од 8 до 14 година које не може да чита и пише                 | 194      |
| 98  | Становништво од 15 година и више које је неписмено                                               | 4458     |
| 99  | Мушко становништво од 15 година и више које је неписмено                                         | 2288     |
| 100 | Женско становништво од 15 година и више које је неписмено                                        | 2170     |
| 101 | Становништво старо 15 и више година без школовања                                                | 5107     |
| 102 | Мушко становништво старо 15 и више година без школовања                                          | 2701     |
| 103 | Женско становништво старо 15 и више година без школовања                                         | 2406     |
| 104 | Становништво старосног доба 15 и више година са непотпуним основним образовањем                  | 7285     |
| 105 | Мушко становништво старосног доба од 15 година и више са непотпуном основним образовањем         | 3893     |
| 106 | Женско становништво старосног доба 15 и више година са непотпуном основним образовањем           | 3392     |
| 107 | Становништво старо 15 и више година са комплетним основним образовањем                           | 5798     |
| 108 | Мушко становништво старо 15 година и више са комплетним основним образовањем                     | 2732     |
| 109 | Женско становништво старо 15 и више година са комплетним основним образовањем                    | 3066     |
| 110 | Становништво старосног доба 15 и више година са непотпуним средњим образовањем                   | 1749     |
| 111 | Мушко становништво старосног доба од 15 година и више са непотпуним средњим образовањем          | 962      |
| 112 | Женско становништво старосног доба од 15 година и више са непотпуним средњим образовањем         | 787      |
| 113 | Становништво старо 15 и више година са пуним секундарном образовањем                             | 4708     |
| 114 | Мушко становништво старосног доба од 15 година и више са пуним секундарном образовањем           | 2165     |
| 115 | Женско становништво старосног доба од 15 година и више са пуним секундарном образовањем          | 2543     |
| 116 | Становништво старије од 18 година са постосновним образовањем                                    | 3162     |
| 117 | Мушко становништво старије од 18 година са постосновним образовањем                              | 1488     |
| 118 | Женско становништво старије од 18 година са постосновним образовањем                             | 1674     |
| 119 | Просечна оцена школовања                                                                         | 5.57     |
| 120 | Просечан ниво образовања мушке популације                                                        | 5.38     |
| 121 | Просечан ниво образовања женског становништва                                                    | 5.75     |
| 122 | Економски активно становништво                                                                   | 18283    |
| 123 | Економски активна мушка популација                                                               | 13134    |
| 124 | Економски активна женска популација                                                              | 5149     |
| 125 | Становништво које није економски активно                                                         | 12686    |
| 126 | Мушко становништво које није економски активно                                                   | 2333     |
| 127 | Женско становништво које није економски активно                                                  | 10353    |
| 128 | Запослено становништво                                                                           | 18142    |
| 129 | Запослено мушко становништво                                                                     | 13031    |
| 130 | Запослено женско становништво                                                                    | 5111     |
| 131 | Незапослена популација                                                                           | 141      |
| 132 | Незапослена мушка популација                                                                     | 103      |
| 133 | Незапослена женска популација                                                                    | 38       |
| 134 | Становништво без права на здравствене услуге                                                     | 26610    |
| 135 | Становништво које има право на здравствене услуге                                                | 15521    |
| 136 | Становништво које има право на ИМСС                                                              | 4169     |
| 137 | Становништво које има право на социјално осигурање                                               | 1033     |
| 138 | Становништво које има право на државно социјално осигурање                                       | 19       |
| 139 | Становништво које има право на опште осигурање или здравствено осигурање за нову генерацију      | 9872     |
| 140 | Становништво које је било једном или није било у браку током 12 година и више                    | 10406    |
| 141 | Венчано или уједињено становништво од 12 година и више                                           | 17774    |
| 142 | Становништво које је било у браку или уједињено 12 година и више                                 | 3002     |
| 143 | Становништво са католичком религијом                                                             | 39644    |
| 144 | Протестанти, еванђелисти и библијски следбеници различити од еванђелиста                         | 1730     |
| 145 | Становништво са другим религијама различитим од претходних                                       | 14       |
| 146 | Становништво без религије                                                                        | 524      |
| 147 | Укупно пописаних домаћинства                                                                     | 10526    |
| 148 | Пописна домаћинства на челу са мушкарцима                                                        | 8498     |
| 149 | Пописна домаћинства на челу са женама                                                            | 2028     |
| 150 | Становништво у пописним домаћинствима                                                            | 42204    |
| 151 | Становништво у пописним домаћинствима на челу са мушкарцима                                      | 35197    |
| 152 | Становништво у пописним домаћинствима на челу са женама                                          | 7007     |
| 153 | Укупно домаћинстава                                                                              | 12460    |
| 154 | Укупно насељених домаћинстава                                                                    | 10532    |
| 155 | Укупно приватних кућа                                                                            | 12454    |
| 156 | Насељени приватни домови                                                                         | 10526    |
| 157 | Укупно насељених приватних кућа                                                                  | 10530    |
| 158 | Ненасељене приватне куће                                                                         | 1622     |
| 159 | Појединачна домаћинства за привремену употребу                                                   | 306      |
| 160 | Становници у насељеним приватним кућама                                                          | 42204    |
| 161 | Насељеност станара у приватним становима                                                         | 4.01     |
| 162 | Просечно становника по соби у приватним насељеним домаћинствима                                  | 1.3      |
| 163 | Појединачна домаћинства са подовима од различитих материјала од земље                            | 8912     |
| 164 | Појединачна домаћинства у приземљу                                                               | 1551     |
| 165 | Појединачна домаћинства са једном спаваћом собом                                                 | 4491     |
| 166 | Појединачна домаћинства са две спаваће собе и више                                               | 5983     |
| 167 | Појединачна домаћинства са једним собом                                                          | 1025     |
| 168 | Појединачна домаћинства са две собе                                                              | 2689     |
| 169 | Појединачна домаћинства са 3 собе и више                                                         | 6764     |
| 170 | Појединачна домаћинства која имају електрично светло                                             | 10374    |
| 171 | Појединачна домаћинства која немају електрично светло                                            | 112      |
| 172 | Појединачна домаћинства која имају водоводну воду у стамбеном простору                           | 9292     |
| 173 | Појединачна домаћинства која немају водоводну воду у стамбеном простору                          | 1172     |
| 174 | Појединачна домаћинства која имају тоалет                                                        | 9950     |
| 175 | Појединачна домаћинства која имају канализацију                                                  | 9869     |
| 176 | Појединачна домаћинства која немају канализацију                                                 | 585      |
| 177 | Појединачна домаћинства која имају електрично светло, довод воде из јавне мреже и канализацију   | 8841     |
| 178 | Појединачна домаћинства без икаквих услова                                                       | 128      |
| 179 | Појединачна домаћинства која имају радио                                                         | 6647     |
| 180 | Појединачна домаћинства која имају телевизор                                                     | 9929     |
| 181 | Појединачна домаћинства која имају фрижидер                                                      | 9463     |
| 182 | Појединачна домаћинства која имају машину за веш                                                 | 7967     |
| 183 | Појединачна домаћинства која имају аутомобил или комби                                           | 5691     |
| 184 | Појединачна домаћинства која имају рачунар                                                       | 1184     |
| 185 | Појединачна домаћинства која имају фиксну телефонску линију                                      | 2724     |
| 186 | Појединачна домаћинства која имају мобилни телефон                                               | 7424     |
| 187 | Појединачна домаћинства која имају приступ интернету                                             | 505      |